# زواگدایک-وست
زواگدایک-وست (به هلندی: Zwaagdijk-West) یک منطقهٔ مسکونی در هلند است که در میدم‌بلیک واقع شده‌است. زواگدایک-وست ۵۱۰ نفر جمعیت دارد.